# Lucio Minucio Rufo
Lucio Minucio Rufo ( en latín Lucius Minicius Rufus) fue un senador del Alto Imperio Romano, que desarrolló su cursus honorum en la segunda mitad del siglo I, bajo la Dinastía Flavia, que alcanzó el honor del consulado.

## Carrera
Cuando el emperador Domiciano sucedió a su hermano Tito en 81, Minucio Rufo era procónsul o gobernador de la provincia de Bitinia y Ponto, por lo que debió ser designado para este puesto por el emperador Vespasiano. Domiciano lo nombró a continuación gobernador de la provincia Galia Lugdunense.  En 88, Domiciano lo convirtió en su colega consular como consul ordinarius.
Su carrera culminó hacia 95 ingresando en el Colegio de los Pontífices. Falleció hacia 101, ya bajo el imperio de Trajano.